# Masaomi Kanzaki
Masaomi Kanzaki (神崎 将臣, Kanzaki Masaomi) est un mangaka japonais né le 17 août 1964 et fait ses débuts en 1985 dans le magazine Big Comics des éditions Shogakukan puis enchaine l’année suivante avec son premier manga Bio Diver Xenon.
Ses œuvres incluent :
- Bio Diver Xenon
- Street Fighter II
- Flag Fighter
- Hagane
- Bambina, Déesse de l'amour
- Kaze
- The Saint comes at Midnight (uniquement sortie au Japon)